# ستيفن أ. هال
ستيفن أ. هال هو سياسي أمريكي، ولد في 16 يونيو 1878 في سانت لويس في الولايات المتحدة، وتوفي في 19 أكتوبر 1973 في سياتل في الولايات المتحدة. نشط حزبياً في الحزب الجمهوري. وقد انتخب عضو مجلس نواب واشنطن ‏.